# Tram van Zwickau

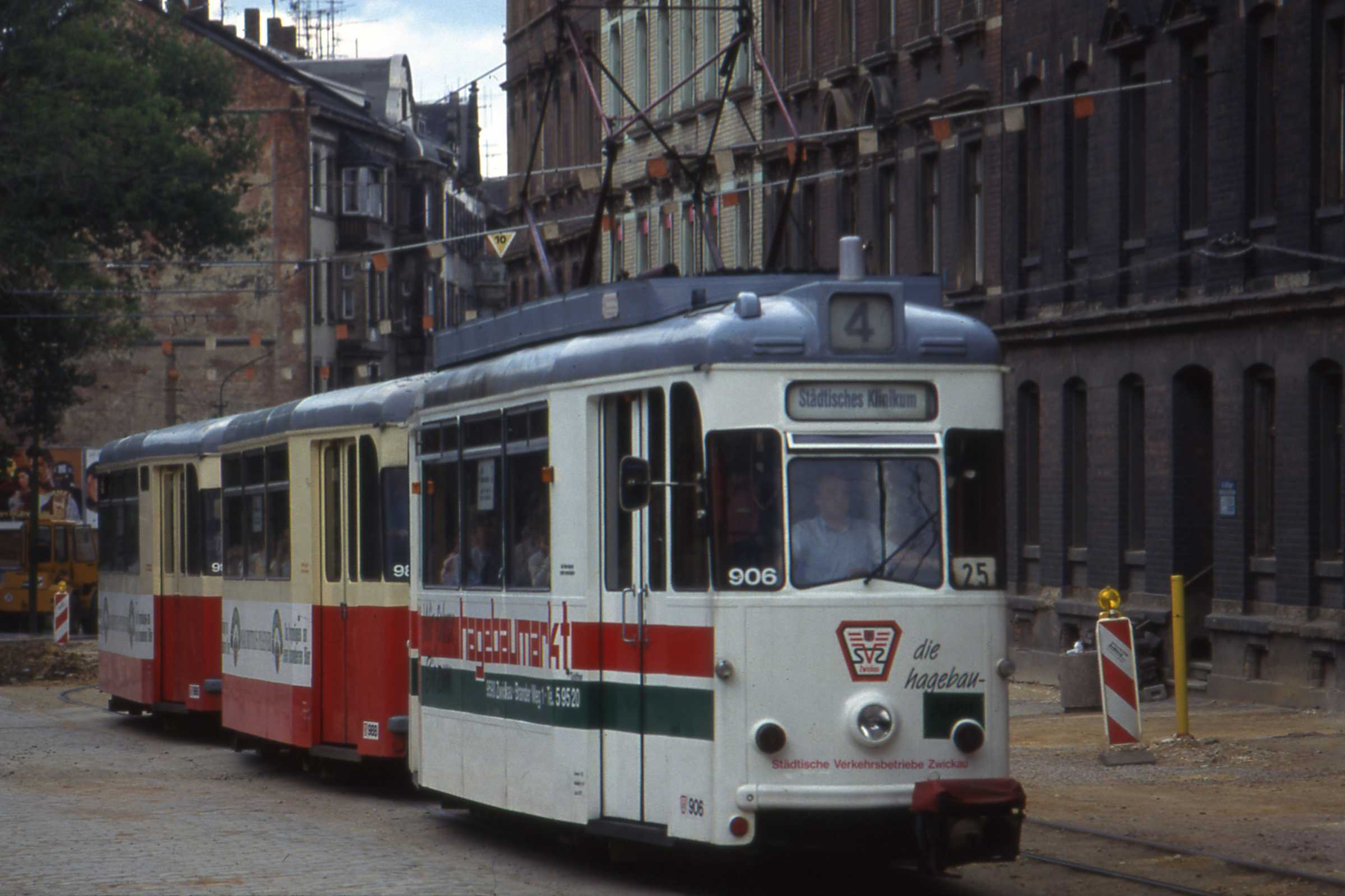
Gekoppelde Gothatrams in de richting van Klinikum, 1993

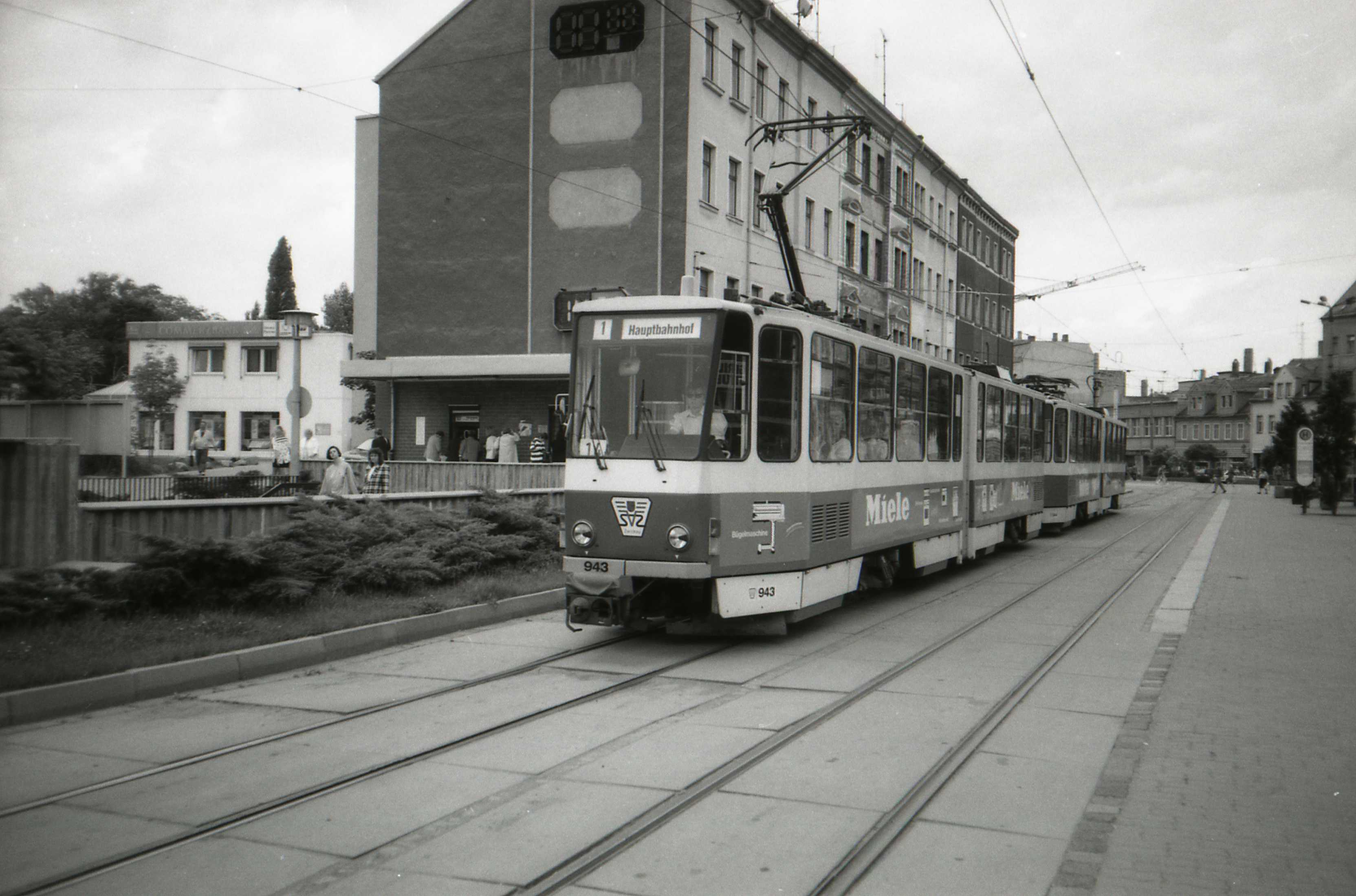
Een gekoppeld KT4D-stel in 1993 ter hoogte van Georgenplatz

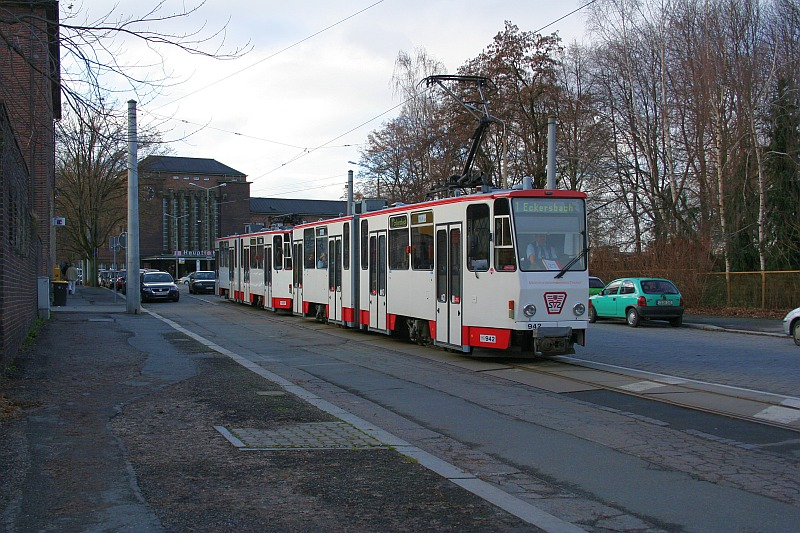
KT4D 942+937 van de SVZ Zwickau in de straat Am Bahnhof

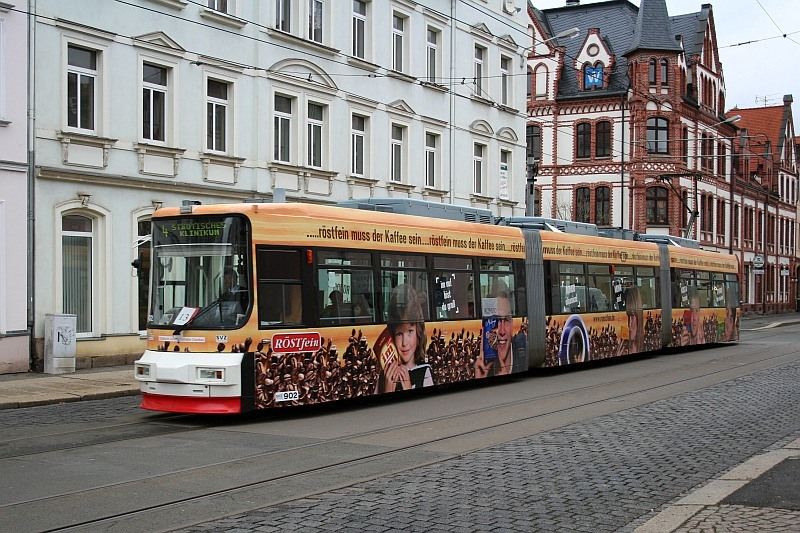
GT6M-NF 902 in de Bosestraße

De tram van Zwickau vormt sinds 1894 de ruggengraat van het openbaar vervoer in deze stad in de Duitse deelstaat Saksen. Het 20,2 km lange net wordt bediend door vier tramlijnen die in totaal 40 haltes bedienen. Hiervoor worden 21 trams met hoge vloer samen met 12 lagevloertrams ingezet. Het net wordt uitgebaat door de Städtische Verkehrsbetriebe Zwickau GmbH maar de tarieven zijn geïntegreerd binnen het Verkehrsverbund Mittelsachsen.
Sinds 1999 maken dieselmotorwagens van de spoorwegen over een afstand van 1,5 km samen met de trams gebruik van het tramnet (het zogenaamde Zwickauer Modell). In december 2005 werd een circa vier km lang nieuw tramtraject naar Neuplanitz geopend.

## Geschiedenis

### Uitbouw van het net
De geschiedenis van de tram van Zwickau begint bij een initiatief van het consortium Schuckert & Co., commanditaire vennootschap in Nürnberg en een zekere Leo Arnoldi uit Mainz. In februari 1892 vroegen ze aan de gemeenteraad van Zwickau toestemming voor de aanleg van een elektrische tramlijn. Op 1 december 1892 werd een overeenkomst met een elektriciteitsbedrijf ondertekend voor de bouw van een tramnet. Nadat het bedrijf de exploitatie in december 1893 had opgestart, begonnen de proefritten van de tram op 12 april 1894. Op 6 mei 1894 kon de tramexploitatie op het eerste traject tussen het station en Hauptmarkt starten. In de volgende jaren breidde het net zich voortdurend uit:
- 16 oktober 1897: Westelijk traject naar Marienthal (Schröderscher Gasthof)
- 3 april 1900: opening van een Zuidelijk traject Hauptmarkt - Cainsdorf, Muldenbrücke
- 2 juni 1900: verlenging van het Zuidelijk traject van Cainsdorf, Muldenbrücke tot Wilkau-Haßlau
- 29 november 1900: Noordelijk traject naar Pölbitz (Gasthof Pölbitz)
- 7 oktober 1904: verlenging van het Westelijk traject tot Gasthof Marienthal
- 6 november 1924: verlenging van het Westelijk traject tot Kreiskrankenstift (thans: Städtisches Klinikum of stedelijk ziekenhuis).

### Van 1925 tot het einde van de Tweede Wereldoorlog
Tussen 1926 en 1928 werd de stelplaats aan de Schlachthofstraße gebouwd. In 1926 wijzigde de identificatie van de lijnen van een kleuraanduiding naar een nummer. Het net telde volgende lijnen:
| Kleur | Nummer | Traject                |
| ----- | ------ | ---------------------- |
| wit   | 1      | Bahnhof ↔ Schedewitz   |
| rood  | 2      | Pölbitz ↔ Marienthal   |
| groen | 3      | Bahnhof ↔ Wilkau       |
| blauw | 4      | Pölbitz ↔ Krankenstift |

Vanaf 1925 kwamen bussen in Zwickau het tramnet aanvullen. In 1929 ging de exploitatie van het trambedrijf over op de Energie- und Verkehrs-Aktiengesellschaft Westsachsen (Evawe), waarvan de stad de helft van de aandelen aanhield. Op 1 december 1938 verscheen de trolleybus als derde vervoermiddel; deze zou blijven bestaan tot in 1977. Als gevolg van de Tweede Wereldoorlog werd het verkeer op tramlijnen 1 en 2 op 6 juli 1943 stilgelegd maar tegelijk werd de frequentie op lijnen 3 en 4, die het gehele net bedienden, verhoogd. Op het einde van de oorlog werd lijn 4 op 13 april 1945 stilgelegd en twee dagen later kwam het volledige tramnet tot stilstand. Al op 5 mei 1945 kon het tramverkeer worden hervat, maar lijn 3 werd tijdelijk beperkt tot Zwickauer Mulde in Schedewitz, gezien zich daar tot 1 juli de grens bevond tussen de Amerikaanse en Sovjet bezettingszone.

### DDR-tijdperk
Door de oprichting van de Duitse Democratische Republiek veranderden de economische omstandigheden in de voormalige Sovjet bezettingszone. De bedrijfsvoering van de tram van Zwickau ging, na een tussenstap in 1951, over naar de VEB (K) Verkehrsbetrieb der Stadt Zwickau. In de jaren 1958 en 1959 volgden er kleine wijzigingen in de lijnvoering. Op 29 september 1959 werd de nieuwe Schedewitzer brug geopend waarvan ook lijn 3 gebruik maakte in plaats van de Bockwaer brug. Op 27 juli 1959 werd het spoor in de Antonstraße in gebruik genomen, wat gepaard ging met de aanleg van de keerlus Paulusstraße.
De eerste naoorlogse uitbreiding van het tramnet betrof de Noordelijke lijn die op 1 november 1962 over een afstand van 1,1 kilometer verlengd werd van het toenmalige eindpunt Neue Welt naar Pölbitz waar ook een keerlus werd aangelegd. Op 2 september 1963 verscheen de nieuwe lijn 2, Pölbitz ↔ Paulusstraße. Vanaf 3 mei 1965 werden de ontvangers op de trams van Zwickau afgeschaft. De Westelijke lijn naar het ziekenhuis (Krankenhaus) in Marienthal werd in de jaren 1966 en 1967 op dubbelspoor gebracht.
In 1975 volgde een gevoelige inkrimping van het tramnet. Op 14 februari 1975 werd het Zuidelijk traject tussen Wildenfelser Straße en Wilkau-Haßlau opgeheven en op 16 november volgde de opheffing van de volledige lijn 3.
In 1982 veranderde het bedrijf naar VEB Städtischer Nahverkehr Zwickau. Op 29 juni 1987 begonnen de proefritten met de gelede Tatratrams van het type KT4D. Zwickau nam een in 1983 gebouwde tram over van het tramnet van Plauen. Tot 1989 kwamen er uit Tsjecho-Slowakije 27 nieuwe trams waarvan er tien naar Plauen gingen. Op 2 januari 1989 kwam de nieuwe lijn 1 Pölbitz ↔ Hauptbahnhof in dienst. Op deze lijn kwamen uitsluitend gekoppelde KT4-trams in dienst.

### Na 1990

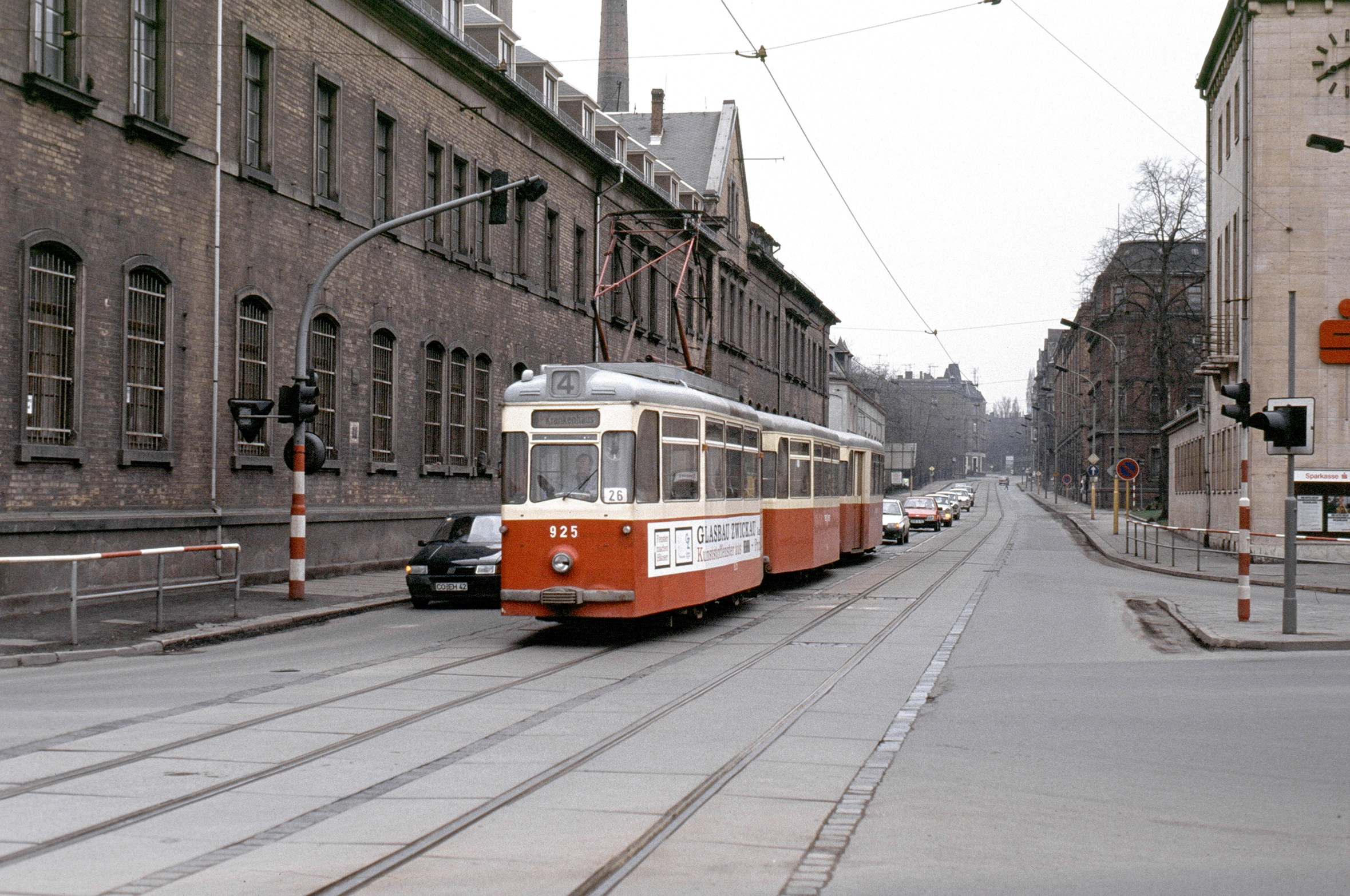
Gotha-motorwagen met twee bijwagens, 1991

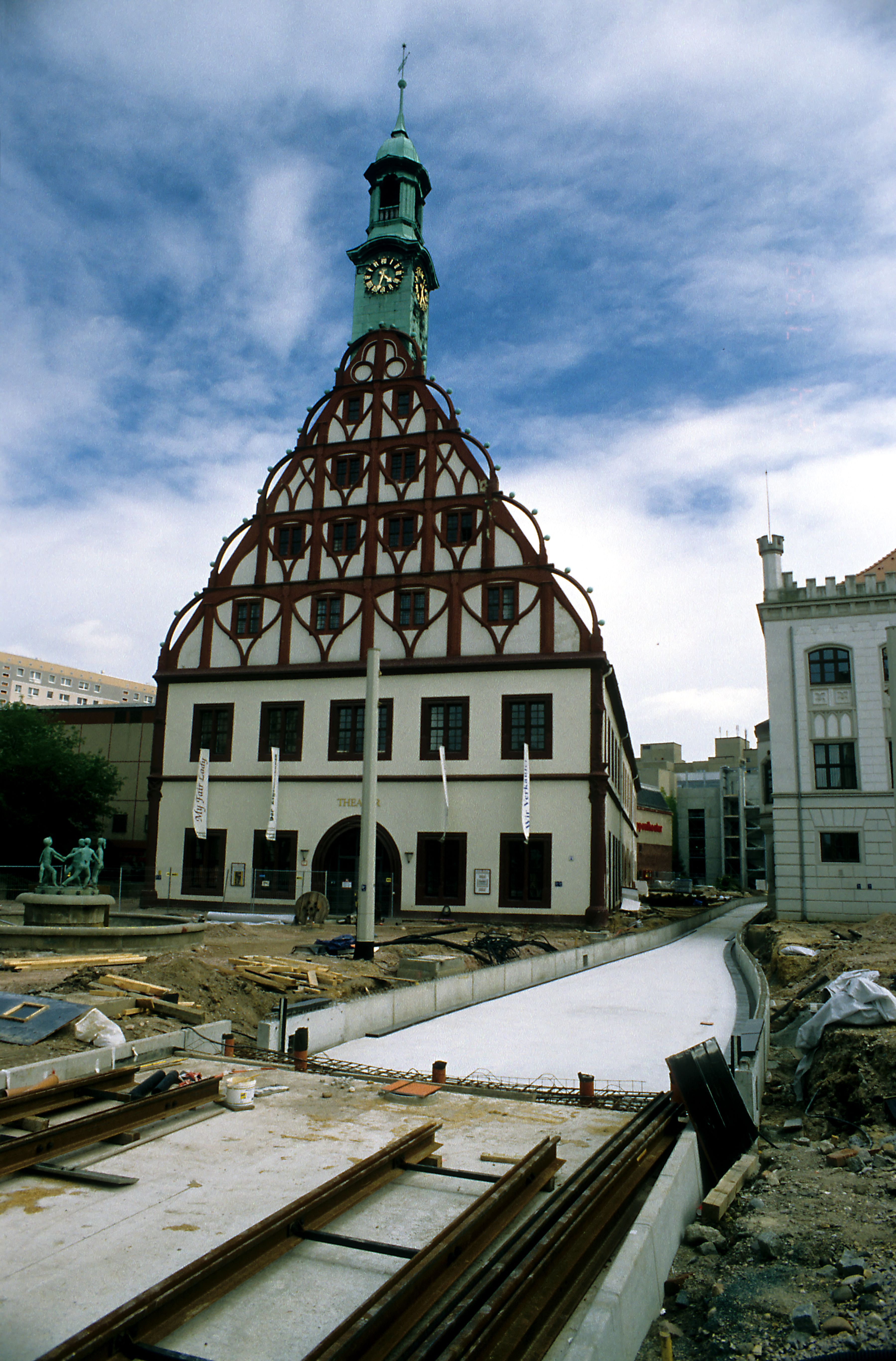
Nieuwbouw van de tramlijn aan Gewandhaus (1999)

In 1991 ging de exploitatie van het trambedrijf over naar het nieuw opgerichte Städtische Verkehrsbetriebe Zwickau GmbH (SVZ). Op 19 augustus 1992 werd voor de eerste keer sinds 1962 een nieuw traject ingewijd: de Oostelijke lijn naar Eckersbach. Daardoor werd het traject van lijn 1 gewijzigd tot Eckersbach ↔ Hauptbahnhof. Op 28 mei 1993 kreeg de toegankelijkheid van de tram een grote boost door de komst uit Nürnberg van de eerste lagevloertram van MAN/AEG. Tot 1994 verschenen op het net in totaal twaalf gelede lagevloertrams van het type GT6M-NF. Daardoor konden vanaf 28 oktober 1995 de 35 jaar oude Gothatrams uit dienst gaan.
De tweede helft van de jaren 1990 werd gedomineerd door twee belangrijke projecten: enerzijds de heraanleg van het sinds 1975 stilgelegde tramtraject door het stadscentrum en anderzijds de doortrekking, over de tramsporen, van dieselmotortreinen van de Duitse spoorwegen tot in het stadscentrum. Bij de aanleg van het nieuwe traject werden de sporen daarom met drie rails aangelegd voor gelijktijdig gebruik door de metersporige trams en de normaalsporige treinen. Op 28 mei 1998 reed een dieselmotortrein van de lijn Klingenthal - Zwickau voor de eerste keer voorbij de halte Stadthalle over een afstand van 1,5 kilometer over het tramtraject tot aan de halte Zwickau Zentrum. Het bijzondere aan het zogenaamde Zwickauer Modell is dat de trams niet verder rijden over de treinsporen (zoals in Karlsruhe) maar omgekeerd treinen over de tramsporen. Vanaf 1 oktober 1999 kon ook het tramverkeer in de binnenstad tussen de Neumarkt en Stadthalle opnieuw in gebruik worden genomen. Op 11 december 2005 kwam de laatste verlenging van Stadthalle naar Neuplanitz in dienst. Dit traject volgt niet de historische route naar Wilkau-Haßlau maar heeft een meer Westelijk verloop.

### Voormalige tramlijnen
- Lijn 1: Hauptbahnhof – Georgenplatz – Neumarkt (Bosestraße) – Hauptmarkt – Schedewitz (tot 1943)
- Lijn 1: Eckersbach – Neumarkt (Bosestraße) – Georgenplatz – Zentralhaltestelle – Hauptbahnhof (tot begin van de jaren 1990 en van december 2005 tot december 2009)
- Lijn 2: Pölbitz – Neumarkt (Bosestraße) – Georgenplatz – Marienthal/Paulusstraße (tot 1969; in de jaren 1990 reden de naar de stelplaats inrukkende trams met de bestemmingsaanduiding "2 Schlachthofstraße“)
- Lijn 3: Hauptbahnhof – Georgenplatz – Neumarkt (Bosestraße) – Hauptmarkt – Wilkau-Haßlau (tot 1975)
- Lijn 6: Eckersbach – Neumarkt (Bosestraße) – Georgenplatz – Marienthal/Paulusstraße – Städtisches Klinikum (tot december 2005)
- Lijn 61: Eckersbach – Neumarkt (Bosestraße) – Georgenplatz – Marienthal/Paulusstraße (midden van de jaren 1990)
- Lijn 8: Pölbitz – Neumarkt (Leipziger Straße) – Hauptmarkt – Zentrum – Stadthalle (tot december 2005 en tijdens de bouwwerven in de zomers van 2011, 2012 en 2015)
- Lijn 47: Pölbitz – Georgenplatz – Zentralhaltestelle – Hauptbahnhof – Zentralhaltestelle – Georgenplatz – Marienthal/Paulusstraße – Städtisches Klinikum (tijdens de bouwwerf aan Georgenplatz van 20 juni 2011 tot 10 juli 2011)

## Voertuigen
Op het tramnet van Zwickau worden 21 gelede en in Tsjechië gebouwde Tatratrams type KT4D ingezet. Daarnaast zijn op alle lijnen ook twaalf nieuwe AEG-lagevloertrams GT6M-NF in dienst.

## Lijnennet
Het huidige net telt vier lijnen. 
| Lijn | Traject                                                                                           | Lengte  | Haltes | Opmerkingen                                                                   |
| ---- | ------------------------------------------------------------------------------------------------- | ------- | ------ | ----------------------------------------------------------------------------- |
| 3    | Eckersbach – Neumarkt (Leipziger Straße) – Hauptmarkt – Stadthalle – Neuplanitz                   | 10,6 km | 20     | 1999–2005 Eckersbach-Stadthalle, sinds december 2005 tot Neuplanitz           |
| 4    | Pölbitz – Neumarkt (Bosestraße) – Georgenplatz – Marienthal/Paulusstraße – Städtisches Klinikum   | 8,3 km  | 17     | soms de enige tramlijn in Zwickau, sinds december 2005 opnieuw in exploitatie |
| 5    | Städtisches Klinikum – Marienthal/Paulusstraße – Georgenplatz – Zentralhaltestelle – Hauptbahnhof | 6,6 km  | 12     | sinds december 2009                                                           |
| 7    | Pölbitz – Neumarkt (Bosestraße) – Georgenplatz – Zentralhaltestelle – Hauptbahnhof                | 4,8 km  | 12     | tot december 2005 alsook sinds december 2009                                  |

Het net wijzigde bij de nieuwe dienstregeling van 13 december 2009. Door de daling van het aantal inwoners en reizigers, werd de bediening van het stadsdeel Eckersbach teruggeschroefd maar de verbinding met het station werd verbeterd.

## Keerlussen

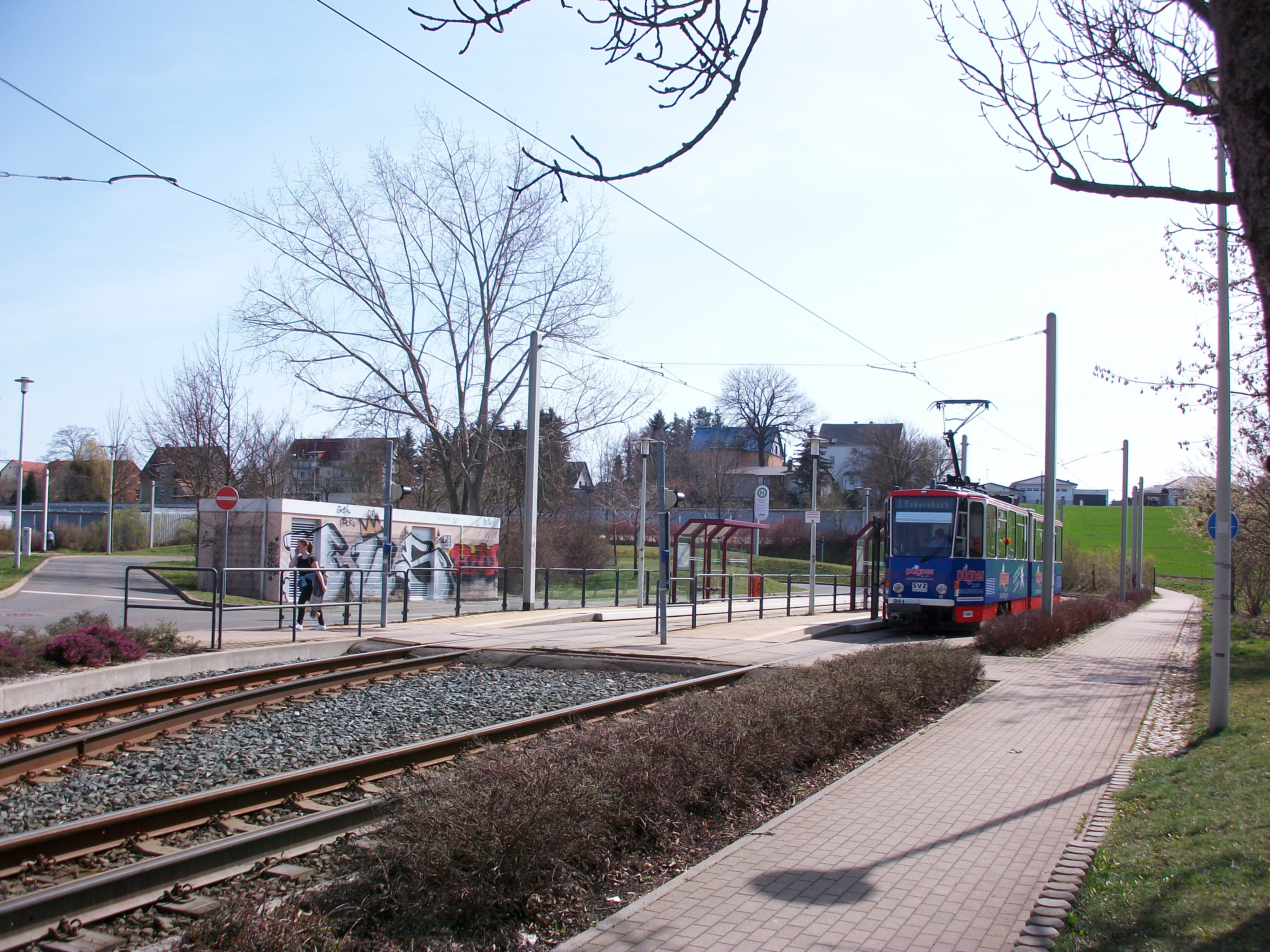
Tramkeerlus in Neuplanitz (2016)

- Pölbitz
- Eckersbach
- Hauptbahnhof
- Paulusstraße
- Städtisches Klinikum
- Schedewitz (Stadthalle)
- Neuplanitz (Findeisenweg)
- Stelplaats Schlachthofstraße
- Neumarkt (keerdriehoek)
- Georgenplatz (keedriehoek)

## Mogelijke projecten
- Uit de begintijd van de tram van Zwickau stammen nooit uitgevoerde plannen voor een verbinding met Werdau en Reinsdorf, een ringlijn van het station via Georgenplatz, Plauensche Straße, Hauptmarkt, Neumarkt en Bosestraße terug naar het station, een lijn over de Kornmarkt door de Marienstraße alsook een sneltram naar Crimmitschau. Na de Duitse hereniging werden de plannen voor een tram naar de VW-fabriek in Zwickau-Mosel en voor de heraanleg van een lijn naar Wilkau-Haßlau terug opgeborgen. Ten slotte kwam ook een tramverbinding naar Meerane ter sprake.
- Aan de Neumarkt werd ook een spoorboog richting Zuiden in overweging genomen. Bij aanleg hadden reizigers zonder overstappen kunnen reizen van het Westen van de stad richting stadscentrum en Stadthalle. Bij exploitatiestoringen hadden de trams ook makkelijker kunnen omgeleid worden. De mogelijkheid om deze spoorboog aan te leggen bestaat nog steeds gezien bij de verbouwing van de voormalige Humboldtschool tot het huis van de geneesheren (Ärtzehaus) de noodzakelijke ruimte vrijgelaten werd.
- Plannen voor de heraanleg van het stationsplein voorzagen dat de trams terug recht voor de ingang zouden stoppen. Samen met het slechts in vakkringen bediscussieerde idee om de aftakking naar het station te verbinden met de belangrijke Marienthaler lijn en daardoor het traject door het benedendeel van de Werdauer Straße op te heffen, werd deze in december 2012 bij gemeenteraadsbesluit als onderdeel opgenomen in het nieuwe ÖPNV-concept.
- Al in 1898 verrees het idee om Oberplanitz aan te sluiten op de tram. De optie van een verlenging van Neu- naar Oberplanitz werd in het Zwickauer openbaarvervoerplan 2006-2010 opgenomen als een langetermijnplan. De laatste plannen uit de jaren 1990 voorzagen de nieuwe haltes Strandbad, Ober-Planitzer Markt, Damaschkestraße, Lengenfelder Straße en Wende Ober-Planitz (Höhe Sonnenleite/Friedrich-Naumann-Straße).